# Поопо
Поопо (айм. Pü Pü Quta) — колишнє солоне озеро на плато Пуна у Західній Болівії, в Андах, на висоті 3690 м, близько 2,5 тис. км² (змінне), глибина до 3 м; заболочені береги; підживлюється, як і озеро Тітікака, річкою Десауґадеро. Розташоване приблизно за 130 км на південь від міста Оруро. Площа поверхні озера не стала, в середньому близько 1340 км². З озера Поопо витікає єдиний струмок (на півдні), який тече на захід і закінчується на солончаку Салар-де-Койпаса.
Через висотне розташування озера (3686 м над рівнем моря), малу глибину (менше 3 метрів) і дуже сухий місцевий клімат навіть незначна зміна в кількості опадів в навколишньому сточищі сильно впливає на рівень води в Поопо. При максимальному наповненні площа озера становить близько 2,500 км², що ставить його в один ряд з найбільшими солоними озерами Південної Америки. Поопо — місце відпочинку багатьох перелітних птиць, зокрема фламінго.
Під час закінчення останнього льодовикового періоду в Андах близько 11000 — 13000 років тому озеро Поопо було частиною величезного льодовикового озера під назвою Баллів'ян (Ballivián). Це величезне озеро також включало сучасні солончаки Салар-де-Койпаса і Салар-де-Уюні, а також озеро Тітікака. Останніми роками рівень води в Поопо падає. Рівень води в озері Тітікака також падає, тому кількість води, що надходить у річку Десаґуадеро, скорочується. У серпні 2021 озеро повністю висохло

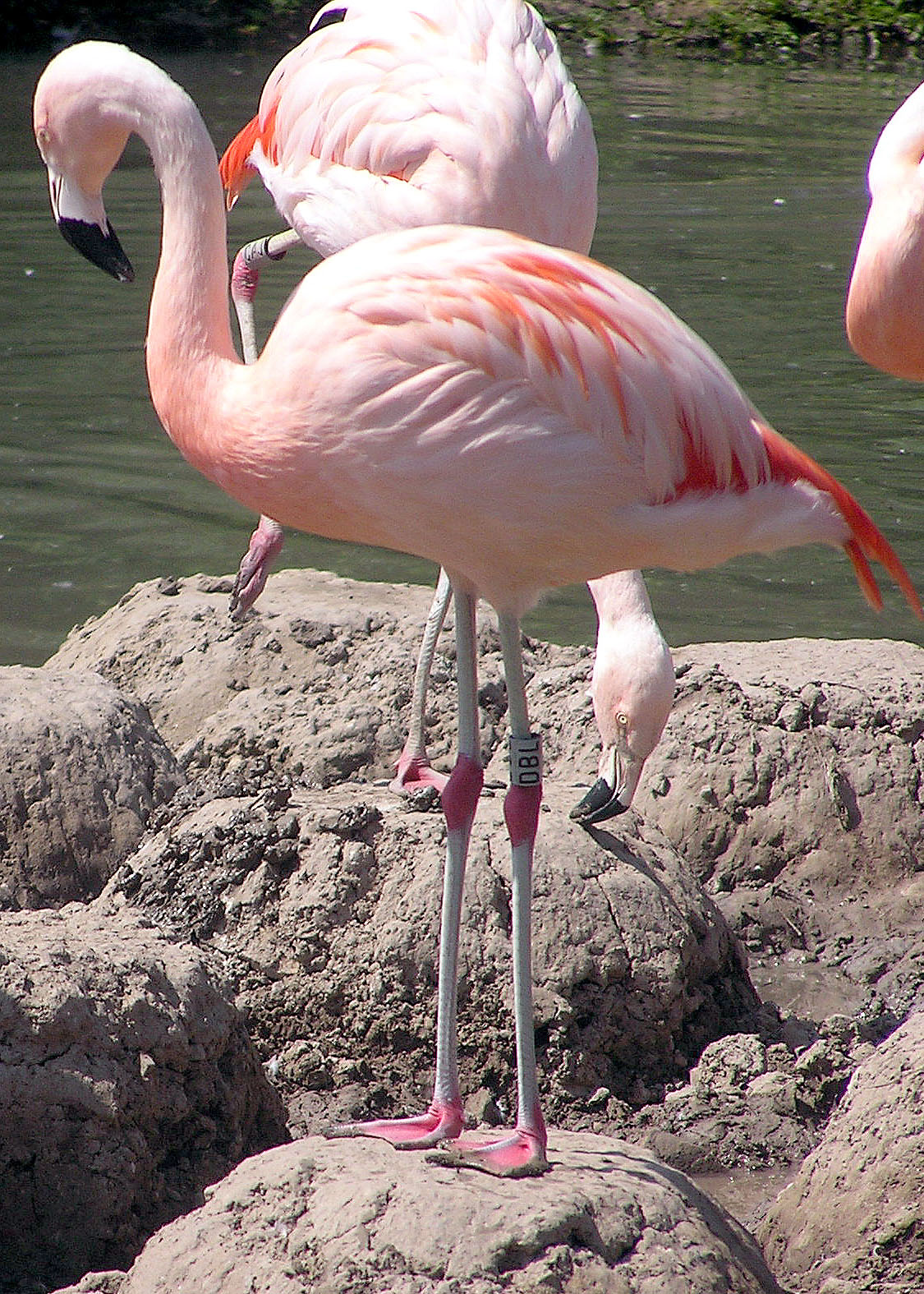
Чилійські фламінго на озері